# Riedelomyia lipoleuca
Riedelomyia lipoleuca är en tvåvingeart som beskrevs av Alexander 1969. Riedelomyia lipoleuca ingår i släktet Riedelomyia och familjen småharkrankar. Inga underarter finns listade i Catalogue of Life.